# Coupe Davis 1959
Pour un article plus général, voir Coupe Davis.
Navigation
Édition précédente Édition suivante
La Coupe Davis 1959 est la 48e édition de ce tournoi de tennis professionnel masculin par nations. Les rencontres se déroulent du 21 mars au 31 août dans différents lieux.
L'Australie (finaliste sortante) remporte son 15e saladier d'argent grâce à sa victoire lors du "Challenge Round" face aux États-Unis (tenants du titre) par trois victoires à deux.

## Contexte
Le tournoi se déroule au préalable dans les tours préliminaires des zones continentales. Un total de 43 nations participent à la compétition :
- 7 dans la "Zone Amérique",
- 8 dans la "Zone Est" (incluant l'Asie et l'Océanie),
- 27 dans la "Zone Europe" (incluant l'Afrique),
- plus les États-Unis ayant remporté l'édition précédente, ainsi qualifiés pour le "Challenge round".

## Résultats

### Tableau du top 16 mondial
|  | Huitièmes de finale Plusieurs dates                                        | Huitièmes de finale Plusieurs dates                                        |                                                              |                                                   | Quarts de finale Plusieurs dates                  | Quarts de finale Plusieurs dates                 |   |  | Demi-finales Plusieurs dates               | Demi-finales Plusieurs dates               |  |  | Finale du tout venant 14 - 16 août             | Finale du tout venant 14 - 16 août             |
|  | Huitièmes de finale Plusieurs dates                                        | Huitièmes de finale Plusieurs dates                                        |                                                              |                                                   | Quarts de finale Plusieurs dates                  | Quarts de finale Plusieurs dates                 |   |  | Demi-finales Plusieurs dates               | Demi-finales Plusieurs dates               |  |  | Finale du tout venant 14 - 16 août             | Finale du tout venant 14 - 16 août             |
|  |                                                                            |                                                                            |                                                              |                                                   |                                                   |                                                  |   |  |                                            |                                            |  |  |                                                |                                                |
|  | Quart de finale Est (10 - 12 avril) Tokyo, Japon (???)                     | Quart de finale Est (10 - 12 avril) Tokyo, Japon (???)                     |                                                              |                                                   | Demi-finale Est (1er - 3 mai) Tokyo, Japon (???)  | Demi-finale Est (1er - 3 mai) Tokyo, Japon (???) |   |  | Finale Est (1er juin) Calcutta, Inde (???) | Finale Est (1er juin) Calcutta, Inde (???) |  |  | Inter-zone Boston, MA, États-Unis (gazon ext.) | Inter-zone Boston, MA, États-Unis (gazon ext.) |
|  | Quart de finale Est (10 - 12 avril) Tokyo, Japon (???)                     | Quart de finale Est (10 - 12 avril) Tokyo, Japon (???)                     |                                                              |                                                   | Demi-finale Est (1er - 3 mai) Tokyo, Japon (???)  | Demi-finale Est (1er - 3 mai) Tokyo, Japon (???) |   |  | Finale Est (1er juin) Calcutta, Inde (???) | Finale Est (1er juin) Calcutta, Inde (???) |  |  | Inter-zone Boston, MA, États-Unis (gazon ext.) | Inter-zone Boston, MA, États-Unis (gazon ext.) |
|  | Sri Lanka                                                                  | 0                                                                          |                                                              |                                                   | Demi-finale Est (1er - 3 mai) Tokyo, Japon (???)  | Demi-finale Est (1er - 3 mai) Tokyo, Japon (???) |   |  | Finale Est (1er juin) Calcutta, Inde (???) | Finale Est (1er juin) Calcutta, Inde (???) |  |  | Inter-zone Boston, MA, États-Unis (gazon ext.) | Inter-zone Boston, MA, États-Unis (gazon ext.) |
|  | Sri Lanka                                                                  | 0                                                                          |                                                              |                                                   | Demi-finale Est (1er - 3 mai) Tokyo, Japon (???)  | Demi-finale Est (1er - 3 mai) Tokyo, Japon (???) |   |  | Finale Est (1er juin) Calcutta, Inde (???) | Finale Est (1er juin) Calcutta, Inde (???) |  |  | Inter-zone Boston, MA, États-Unis (gazon ext.) | Inter-zone Boston, MA, États-Unis (gazon ext.) |
|  | Japon                                                                      | 5                                                                          |                                                              |                                                   | Demi-finale Est (1er - 3 mai) Tokyo, Japon (???)  | Demi-finale Est (1er - 3 mai) Tokyo, Japon (???) |   |  | Finale Est (1er juin) Calcutta, Inde (???) | Finale Est (1er juin) Calcutta, Inde (???) |  |  | Inter-zone Boston, MA, États-Unis (gazon ext.) | Inter-zone Boston, MA, États-Unis (gazon ext.) |
|  | Japon                                                                      | 5                                                                          | Japon                                                        | 2                                                 |                                                   |                                                  |   |  | Finale Est (1er juin) Calcutta, Inde (???) | Finale Est (1er juin) Calcutta, Inde (???) |  |  | Inter-zone Boston, MA, États-Unis (gazon ext.) | Inter-zone Boston, MA, États-Unis (gazon ext.) |
|  | Quart de finale Est                                                        |                                                                            | Japon                                                        | 2                                                 |                                                   |                                                  |   |  | Finale Est (1er juin) Calcutta, Inde (???) | Finale Est (1er juin) Calcutta, Inde (???) |  |  | Inter-zone Boston, MA, États-Unis (gazon ext.) | Inter-zone Boston, MA, États-Unis (gazon ext.) |
|  |                                                                            | Inde                                                                       | 3                                                            |                                                   |                                                   |                                                  |   |  | Finale Est (1er juin) Calcutta, Inde (???) | Finale Est (1er juin) Calcutta, Inde (???) |  |  | Inter-zone Boston, MA, États-Unis (gazon ext.) | Inter-zone Boston, MA, États-Unis (gazon ext.) |
|  | Inde                                                                       | Inde                                                                       | 3                                                            |                                                   |                                                   |                                                  |   |  | Finale Est (1er juin) Calcutta, Inde (???) | Finale Est (1er juin) Calcutta, Inde (???) |  |  | Inter-zone Boston, MA, États-Unis (gazon ext.) | Inter-zone Boston, MA, États-Unis (gazon ext.) |
|  | Demi-finale Est (25 - 27 avril) Bangkok, Thaïlande (???)                   |                                                                            |                                                              |                                                   |                                                   |                                                  |   |  | Finale Est (1er juin) Calcutta, Inde (???) | Finale Est (1er juin) Calcutta, Inde (???) |  |  | Inter-zone Boston, MA, États-Unis (gazon ext.) | Inter-zone Boston, MA, États-Unis (gazon ext.) |
|  | Corée du Sud                                                               | F                                                                          |                                                              |                                                   |                                                   |                                                  |   |  | Finale Est (1er juin) Calcutta, Inde (???) | Finale Est (1er juin) Calcutta, Inde (???) |  |  | Inter-zone Boston, MA, États-Unis (gazon ext.) | Inter-zone Boston, MA, États-Unis (gazon ext.) |
|  | Corée du Sud                                                               | F                                                                          | Inde                                                         | 4                                                 |                                                   |                                                  |   |  |                                            |                                            |  |  | Inter-zone Boston, MA, États-Unis (gazon ext.) | Inter-zone Boston, MA, États-Unis (gazon ext.) |
|  | Quart de finale Est                                                        |                                                                            | Inde                                                         | 4                                                 |                                                   |                                                  |   |  |                                            |                                            |  |  | Inter-zone Boston, MA, États-Unis (gazon ext.) | Inter-zone Boston, MA, États-Unis (gazon ext.) |
|  |                                                                            | Philippines                                                                | 1                                                            |                                                   |                                                   |                                                  |   |  |                                            |                                            |  |  | Inter-zone Boston, MA, États-Unis (gazon ext.) | Inter-zone Boston, MA, États-Unis (gazon ext.) |
|  | Iran                                                                       | Philippines                                                                | 1                                                            | F                                                 |                                                   |                                                  |   |  |                                            |                                            |  |  | Inter-zone Boston, MA, États-Unis (gazon ext.) | Inter-zone Boston, MA, États-Unis (gazon ext.) |
|  | Iran                                                                       | Inter-zone (7 - 10 août) Philadelphie, PA, États-Unis (gazon ext.)         |                                                              | F                                                 |                                                   |                                                  |   |  |                                            |                                            |  |  | Inter-zone Boston, MA, États-Unis (gazon ext.) | Inter-zone Boston, MA, États-Unis (gazon ext.) |
|  | Thaïlande                                                                  |                                                                            |                                                              |                                                   |                                                   |                                                  |   |  |                                            |                                            |  |  | Inter-zone Boston, MA, États-Unis (gazon ext.) | Inter-zone Boston, MA, États-Unis (gazon ext.) |
|  | Thaïlande                                                                  | 0                                                                          |                                                              |                                                   |                                                   |                                                  |   |  |                                            |                                            |  |  | Inter-zone Boston, MA, États-Unis (gazon ext.) | Inter-zone Boston, MA, États-Unis (gazon ext.) |
|  | Thaïlande                                                                  | 0                                                                          | Quart de finale Est (21 - 23 mai) Manille, Philippines (???) |                                                   |                                                   |                                                  |   |  |                                            |                                            |  |  | Inter-zone Boston, MA, États-Unis (gazon ext.) | Inter-zone Boston, MA, États-Unis (gazon ext.) |
|  |                                                                            | Philippines                                                                | 5                                                            |                                                   |                                                   |                                                  |   |  |                                            |                                            |  |  | Inter-zone Boston, MA, États-Unis (gazon ext.) | Inter-zone Boston, MA, États-Unis (gazon ext.) |
|  | Malaisie                                                                   | Philippines                                                                | 5                                                            | 0                                                 |                                                   |                                                  |   |  |                                            |                                            |  |  | Inter-zone Boston, MA, États-Unis (gazon ext.) | Inter-zone Boston, MA, États-Unis (gazon ext.) |
|  | Malaisie                                                                   | Finale Amériques (31 juillet - 2 août) Montréal, Canada (gazon ext.)       |                                                              | 0                                                 |                                                   |                                                  |   |  |                                            |                                            |  |  | Inter-zone Boston, MA, États-Unis (gazon ext.) | Inter-zone Boston, MA, États-Unis (gazon ext.) |
|  | Philippines                                                                | 5                                                                          |                                                              |                                                   |                                                   |                                                  |   |  |                                            |                                            |  |  | Inter-zone Boston, MA, États-Unis (gazon ext.) | Inter-zone Boston, MA, États-Unis (gazon ext.) |
|  | Philippines                                                                | 5                                                                          | Inde                                                         | 1                                                 |                                                   |                                                  |   |  |                                            |                                            |  |  |                                                |                                                |
|  | Finale Am. Nord et Centre (24 - 26 juillet) Montréal, Canada (gazon ext.)  |                                                                            | Inde                                                         | 1                                                 |                                                   |                                                  |   |  |                                            |                                            |  |  |                                                |                                                |
|  |                                                                            | Australie                                                                  | 4                                                            |                                                   |                                                   |                                                  |   |  |                                            |                                            |  |  |                                                |                                                |
|  | Canada                                                                     | Australie                                                                  | 4                                                            | 0                                                 |                                                   |                                                  |   |  |                                            |                                            |  |  |                                                |                                                |
|  | Canada                                                                     |                                                                            |                                                              | 0                                                 |                                                   |                                                  |   |  |                                            |                                            |  |  |                                                |                                                |
|  | Australie                                                                  | 5                                                                          |                                                              |                                                   |                                                   |                                                  |   |  |                                            |                                            |  |  |                                                |                                                |
|  | Australie                                                                  | 5                                                                          | Australie                                                    | 5                                                 |                                                   |                                                  |   |  |                                            |                                            |  |  |                                                |                                                |
|  | Finale Amérique du Sud                                                     |                                                                            | Australie                                                    | 5                                                 |                                                   |                                                  |   |  |                                            |                                            |  |  |                                                |                                                |
|  |                                                                            | Cuba                                                                       | 0                                                            |                                                   |                                                   |                                                  |   |  |                                            |                                            |  |  |                                                |                                                |
|  | Cuba                                                                       | Cuba                                                                       | 0                                                            |                                                   |                                                   |                                                  |   |  |                                            |                                            |  |  |                                                |                                                |
|  | Finale Europe (24 - 27 juillet) Milan, Italie (terre battue ext.)          |                                                                            |                                                              |                                                   |                                                   |                                                  |   |  |                                            |                                            |  |  |                                                |                                                |
|  | Argentine                                                                  | F                                                                          |                                                              |                                                   |                                                   |                                                  |   |  |                                            |                                            |  |  |                                                |                                                |
|  | Argentine                                                                  | F                                                                          | Australie                                                    | 4                                                 |                                                   |                                                  |   |  |                                            |                                            |  |  |                                                |                                                |
|  | Demi-finale Europe (10 - 12 juillet) Sanremo, Italie (terre battue ext.)   |                                                                            | Australie                                                    | 4                                                 |                                                   |                                                  |   |  |                                            |                                            |  |  |                                                |                                                |
|  |                                                                            | Italie                                                                     | 1                                                            |                                                   |                                                   |                                                  |   |  |                                            |                                            |  |  |                                                |                                                |
|  | Italie                                                                     | Italie                                                                     | 1                                                            | 4                                                 |                                                   |                                                  |   |  |                                            |                                            |  |  |                                                |                                                |
|  | Italie                                                                     |                                                                            |                                                              | 4                                                 |                                                   |                                                  |   |  |                                            |                                            |  |  |                                                |                                                |
|  | France                                                                     | 1                                                                          |                                                              | Challenge round 28 - 31 août                      | Challenge round 28 - 31 août                      |                                                  |   |  |                                            |                                            |  |  |                                                |                                                |
|  | France                                                                     | 1                                                                          | Italie                                                       | Challenge round 28 - 31 août                      | Challenge round 28 - 31 août                      | 4                                                |   |  |                                            |                                            |  |  |                                                |                                                |
|  | Demi-finale Europe (9 - 11 juillet) Barcelone, Espagne (terre battue ext.) | Demi-finale Europe (9 - 11 juillet) Barcelone, Espagne (terre battue ext.) | Italie                                                       | Challenge round New York, États-Unis (gazon ext.) | Challenge round New York, États-Unis (gazon ext.) | 4                                                |   |  |                                            |                                            |  |  |                                                |                                                |
|  | Demi-finale Europe (9 - 11 juillet) Barcelone, Espagne (terre battue ext.) | Demi-finale Europe (9 - 11 juillet) Barcelone, Espagne (terre battue ext.) |                                                              | Challenge round New York, États-Unis (gazon ext.) | Challenge round New York, États-Unis (gazon ext.) | Espagne                                          | 1 |  |                                            |                                            |  |  |                                                |                                                |
|  | Espagne                                                                    | 3                                                                          | États-Unis                                                   | 2                                                 |                                                   | Espagne                                          | 1 |  |                                            |                                            |  |  |                                                |                                                |
|  | Espagne                                                                    | 3                                                                          | États-Unis                                                   | 2                                                 |                                                   |                                                  |   |  |                                            |                                            |  |  |                                                |                                                |
|  | Grande-Bretagne                                                            | 2                                                                          |                                                              | Australie                                         | 3                                                 |                                                  |   |  |                                            |                                            |  |  |                                                |                                                |
|  | Grande-Bretagne                                                            | 2                                                                          |                                                              | Australie                                         | 3                                                 |                                                  |   |  |                                            |                                            |  |  |                                                |                                                |

### Matchs détaillés

#### Finale du tout venant
| | Australie | 4                                  | -  | 1  | Inde |   |  |
| --- | --------- | ---------------------------------- | -- | -- | ---- | - |  |
| Longwood Cricket Club, Boston, MA, États-Unis |           |                                    |    |    |      |   |  |
| du 14 au 16 août 1959 sur gazon (ext.) |           |                                    |    |    |      |   |  |
| \| 1 \| \| Rod Laver \| 1 \| 4 \| 10 \| 4 \| \| \| 1 \| \| Ramanathan Krishnan \| 6 \| 6 \| 8 \| 6 \| \| \| 2 \| \| Neale Fraser \| 10 \| 6 \| 6 \| \| \| \| 2 \| \| Premjit Lall \| 8 \| 4 \| 1 \| \| \| \| 3 \| \| Roy Emerson - Neale Fraser \| 6 \| 7 \| 6 \| \| \| \| 3 \| \| Ramanathan Krishnan - Premjit Lall \| 3 \| 5 \| 2 \| \| \| \| \| \| \| \| \| \| \| \| \| 4 \| \| Neale Fraser \| 6 \| 6 \| 6 \| \| \| \| 4 \| \| Ramanathan Krishnan \| 2 \| 3 \| 4 \| \| \| \| \| \| \| \| \| \| \| \| \| 5 \| \| Rod Laver \| 6 \| 10 \| 6 \| \| \| \| 5 \| \| Premjit Lall \| 2 \| 8 \| 4 \| \| \| \| \| \| \| \| \| \| \| \| |           |                                    |    |    |      |   |  |
| 1 |           | Rod Laver                          | 1  | 4  | 10   | 4 |  |
| 1 |           | Ramanathan Krishnan                | 6  | 6  | 8    | 6 |  |
| 2 |           | Neale Fraser                       | 10 | 6  | 6    |   |  |
| 2 |           | Premjit Lall                       | 8  | 4  | 1    |   |  |
| 3 |           | Roy Emerson - Neale Fraser         | 6  | 7  | 6    |   |  |
| 3 |           | Ramanathan Krishnan - Premjit Lall | 3  | 5  | 2    |   |  |
| |           |                                    |    |    |      |   |  |
| 4 |           | Neale Fraser                       | 6  | 6  | 6    |   |  |
| 4 |           | Ramanathan Krishnan                | 2  | 3  | 4    |   |  |
| |           |                                    |    |    |      |   |  |
| 5 |           | Rod Laver                          | 6  | 10 | 6    |   |  |
| 5 |           | Premjit Lall                       | 2  | 8  | 4    |   |  |
| |           |                                    |    |    |      |   |  |

#### Challenge round
La finale de la Coupe Davis 1959 se joue entre l'Australie et les États-Unis.
| | États-Unis | 2                            | - | 3 | Australie |    |  |
| --- | ---------- | ---------------------------- | - | - | --------- | -- |  |
| West Side T.C., New York, États-Unis |            |                              |   |   |           |    |  |
| du 28 au 31 août 1959 sur gazon (ext.) |            |                              |   |   |           |    |  |
| \| 1 \| \| Alex Olmedo \| 6 \| 8 \| 4 \| 6 \| \| \| 1 \| \| Neale Fraser \| 8 \| 6 \| 6 \| 8 \| \| \| 2 \| \| Barry MacKay \| 7 \| 6 \| 6 \| \| \| \| 2 \| \| Rod Laver \| 5 \| 4 \| 1 \| \| \| \| 3 \| \| Butch Buchholz - Alex Olmedo \| 5 \| 5 \| 4 \| \| \| \| 3 \| \| Roy Emerson - Neale Fraser \| 7 \| 7 \| 6 \| \| \| \| \| \| \| \| \| \| \| \| \| 4 \| \| Alex Olmedo \| 9 \| 4 \| 10 \| 12 \| \| \| 4 \| \| Rod Laver \| 7 \| 6 \| 8 \| 10 \| \| \| \| \| \| \| \| \| \| \| \| 5 \| \| Barry MacKay \| 6 \| 6 \| 2 \| 4 \| \| \| 5 \| \| Neale Fraser \| 8 \| 3 \| 6 \| 6 \| \| \| \| \| \| \| \| \| \| \| |            |                              |   |   |           |    |  |
| 1 |            | Alex Olmedo                  | 6 | 8 | 4         | 6  |  |
| 1 |            | Neale Fraser                 | 8 | 6 | 6         | 8  |  |
| 2 |            | Barry MacKay                 | 7 | 6 | 6         |    |  |
| 2 |            | Rod Laver                    | 5 | 4 | 1         |    |  |
| 3 |            | Butch Buchholz - Alex Olmedo | 5 | 5 | 4         |    |  |
| 3 |            | Roy Emerson - Neale Fraser   | 7 | 7 | 6         |    |  |
| |            |                              |   |   |           |    |  |
| 4 |            | Alex Olmedo                  | 9 | 4 | 10        | 12 |  |
| 4 |            | Rod Laver                    | 7 | 6 | 8         | 10 |  |
| |            |                              |   |   |           |    |  |
| 5 |            | Barry MacKay                 | 6 | 6 | 2         | 4  |  |
| 5 |            | Neale Fraser                 | 8 | 3 | 6         | 6  |  |
| |            |                              |   |   |           |    |  |